# 毛菍
毛菍（学名：[Melastoma sanguineum] 错误：{{Lang}}：文本有斜体标记（帮助），英文名稱Blood-red Melastoma），又名毛稔、甜娘、开口枣、雉头叶（广东）、鸡头木、射牙郎（海南）、黄狸胆、猛虎下山、大红英、红狗杆木（广西），是野牡丹科野牡丹属的植物。分布在印度、印度尼西亚、马来西亚、香港、澳门以及中国大陆的广西、广东等地，生长于海拔400米的地区，多生于沟边、低海拔地区、湿润的草丛、坡脚和矮灌丛中。

## 描述
毛菍是野牡丹科（Melastomaceae）野牡丹屬（Melastoma）灌木，高1.5-3米；莖、枝條、葉柄、花梗和花萼均生有平展的長粗毛；葉片對生，卵狀披針形，有主縱脈5條；花大，粉紅色或紫紅色，花瓣5-7片，勺形；蒴果杯狀球形，胎座肉質，為宿存花萼所包裹，宿存花萼披有紅色長而硬的粗毛。
毛菍幾乎全年都開花結果，花開美麗又樸實親切。

## 象徵
毛稔是澳門葡治時期代表澳門市（范围仅为澳门半岛）的花。澳門市政廳在1992年9月將毛菍選定為澳門市花。
毛稔是澳門的原生植物, 毛稔適應性強，能耐風吹雨打，花開繁茂，頗為美麗，惹人注目。早在1980年，當時的農林廳就建議將毛稔作為市花。然而，有人卻嫌她枝莖多毛，不夠優雅，因而提案才被擱置。直到1992年9月才被選定為澳門市花。儘管如此，毛稔被選定為市花後，一直沒有宣傳和推廣，時至今日，大多數市民都不知道毛稔是澳門的市花。

## 外部連結
- 毛稔 Maoren （页面存档备份，存于） 藥用植物圖像資料庫 (香港浸會大學中醫藥學院) （繁體中文）（英文）